# Mezná (Pelhřimovi járás)
Mezná település Csehországban, a Pelhřimovi járásban. Mezná Veselá, Čelistná, Častrov, Zajíčkov, Rynárec és Pelhřimov településekkel határos. Lakosainak száma 167 fő (2024. január 1.).

## Népesség
A település lakosságának változását az alábbi diagram mutatja:
| Lakosok száma | 418  | 447  | 383  | 224  | 159  | 119  | 149  | 164  | 150  | 167  |
|               | 1869 | 1890 | 1921 | 1950 | 1980 | 2001 | 2017 | 2019 | 2022 | 2024 |